# Thomas P. Ofcansky
Thomas Paul Ofcansky es un historiador estadounidense especializado en el estudio de África.

## Biografía
Nacido en 1947, este historiador y analista es autor de títulos como Uganda: Tarnished Pearl of Africa (Westview Press, 1996), y Paradise Lost: A History of Game Preservation in East Africa (West Virginia University Press, 2002), en el que retoma su tesis doctoral, además de un Historical Dictionary of Ethiopia, escrito junto a David H. Shinn. También ha participado en Historical Dictionary of Tanzania, junto a Rodger Yeager, y Historical Dictionary of Kenya, junto a Robert M. Maxon. Es editor, junto a LaVerle Berry, de Ethiopia: a country study (1991).